# Agência Nacional de Informação Geoespacial
A Agência Nacional de Informação Geoespacial (NGA) - National Geospatial-Intelligence Agency, é uma agencia do governo dos Estados Unidos, com a principal missão de recolher, analisar e distribuir informação geoespacial (GEOINT) - geospatial intelligence, como suporte da segurança nacional. A NGA, anteriormente, National Imagery and Mapping Agency (NIMA) faz parte do Departamento de Defesa (DoD) - Department of Defense. Comulativamente, a NGA é membro da Comunidade de Informação dos Estados Unidos (United States Intelligence Community).

## Localização
O quartel-general da NGA esta localizado em Bethesda, Maryland, possuindo importantes instalações nas regiões da Virgínia,  Washington, D.C., e São Luís, Missouri, assim como representações de apoio e ligação por todo o mundo.

## Publicações
Entre muita publicações em papel e online, destacamos a seguir a Lista de Faróis da NGA (NGA List of Lights) e a Lista de Faróis da Guarda Costeira dos Estados Unidos (USCG List of Lights)

### Lista de Faróis da NGA
A NGA publica informações sobre todos os faróis do mundo (exceto dos Estados Unidos), distribuídos por sete volumes:

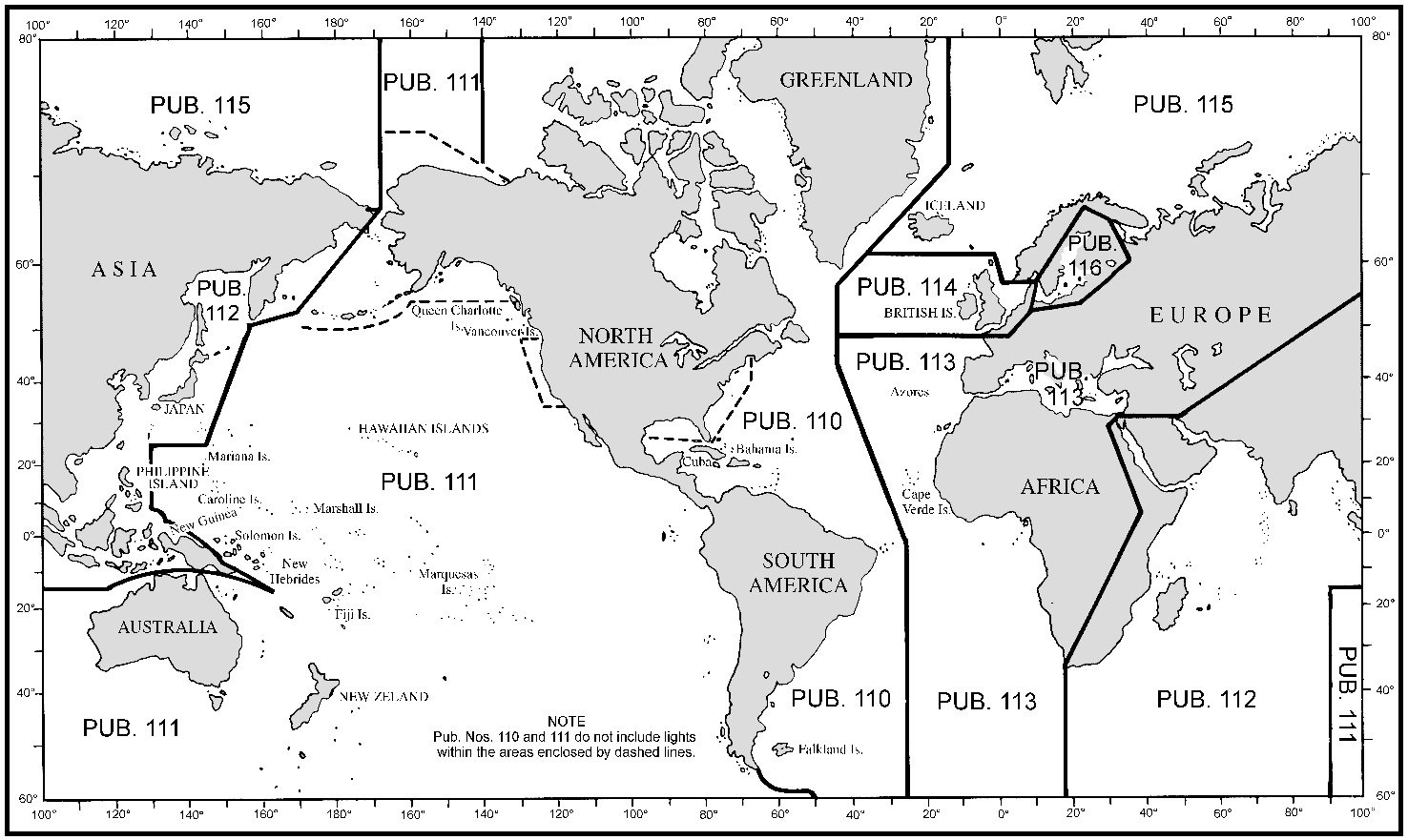
Limites da Lista de Faróis da NGA

- Pub. 110 - Gronelândia, As costas leste da América do Norte e do Sul (Excluindo os Estados Unidos continental, exceto a costa leste da Flórida) e as Caraíbas
- Pub. 111 - As costas oeste da América do Norte e do Sul (Excluindo os Estados Unidos continental e Havai), Austrália, Tasmânia, Nova Zelândia, e as ilhas do Oceano Pacífico Norte e Sul.
- Pub. 112 - Pacífico Oeste e Oceano Índico incluindo o Golfo Pérsico e Mar Vermelho
- Pub. 113 - As costas oeste da Europa e África, o Mar Mediterrâneo, Mar Negro e Mar de Azov
- Pub. 114 - Ilhas Britânicas, Canal da Mancha e Mar do Norte
- Pub. 115 - Noruega, Islândia e Oceano Ártico
- Pub. 116 - Mar Báltico com Categate, Belts e Öresund e Golfo de Bótnia[1]

### Lista de Faróis da USCG

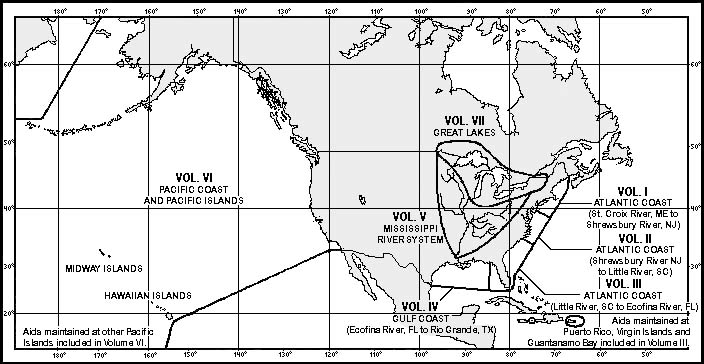
Limites da Lista de Faróis da USCG

Informações sobre todos os faróis dos Estados Unidos, também em sete volumes:
- Volume I - Costa Atlântica (St. Croix River, Maine to Shrewsbury River, Nova Jérsei)
- Volume II - Costa Atlântica (Toms River, Nova Jérsei to Little River, Carolina do Sul)
- Volume III - Costa Atlântica e do Golfo (Little River, Carolina do Sul até ao Econfina River, Flórida inclui Porto Rico e as Ilhas Virgens Americanas)
- Volume IV - Golfo do México - Econfina River, Flórida até ao Rio Grande, Texas
- Volume V - Sistema do Rio Mississípi
- Volume VI - Costas do Pacífico e Ilhas do Pacífico
- Volume VII - Grandes Lagos e o Rio São Lourenço acima do St. Regis River[2]